# Cantinflas (pel·lícula)
Cantinflas és una pel·lícula biogràfica mexicana dirigida pel cineasta mexicà Sebastián del Amo, graduat del Centro de Capacitación Cinematográfica de la Ciutat de Mèxic. La pel·lícula fou elegida per l'Academia Mexicana de Artes y Ciencias Cinematográficas (AMACC) per representar a Mèxic als Premis Oscar 2015, en el seu lliurament 87è en la categoria de Millor pel·lícula estrangera, però no va aconseguir classificar-se entre les nou precandidates.
Narra la vida de Mario Moreno, però des d'un punt de vista dramàtic, una crestomatia de la seva vida. El film aquesta narrat en tercera persona omniscient amb una estructura narrativa lineal que s'adapta a un film biogràfic.

## Sinopsi
Mike Todd, extravagant productor reconegut a Broadway, desitja sacsejar Hollywood amb les seves noves idees. Per a això pretén realitzar La volta al món en vuitanta dies, un projecte que en la seva època sona molt forassenyat; es troba en una cruïlla on la seva idea corre perill. Mario Moreno és un comediant mexicà que vol guanyar-se la vida i el respecte dels altres. Per atzars del destí arriben a ser socis, però mai es van imaginar que aquest projecte passaria a la història del cinema mundial.
Mario comença a desenvolupar el seu personatge Cantinflas, que enamoraria a Mike Todd. El destí va creuar els seus camins en el moment exacte per als projectes de tots dos; en una aventura de victòries i derrotes, aconsegueixen acabar una pel·lícula que els faria guanyar cinc Premis Óscar i un Globus d'Or. Com a resultat d'aquest succés es crea un dels personatges més icònics del cinema mexicà, i un dels més importants a nivell mundial. Si hi havia un comediant del que Chaplin gaudís, hauria de ser Cantinflas. Aquest film és una biografia de Mario Moreno en el procés de creació del seu alter ego Cantinflas, la història mai contada, en la qual és vist més enllà d'un personatge, com una persona que s'enamora i sofreix. El seu camí de carpes a les llums de Hollywood.

## Repartiment
- Óscar Jaenada - Mario Moreno "Cantinflas"
- Michael Imperioli - Michael Todd
- Ilse Salas - Valentina Ivanova
- Luis Gerardo Méndez - Estanislao Schilinsky
- Carlos Aragón - Gabriel Figueroa
- Ximena González Rubio - María Félix
- Julio Bracho - Jorge Negrete
- Giovanna Zacarías - Gloria Marín
- Joaquín Cosío - Emilio "El indio" Fernández
- Ana Layevska - Miroslava Stern
- Bárbara Mori - Liz Taylor
- Teresa Ruíz - Meche Barba
- Gabriela de la Garza - Olga Ivanova
- Esteban Soberanes - Manuel Medel
- Jessica Gocha - Dolores del Río
- Diana Lein - Fanny Kaufman «Vitola»
- Cassandra Ciangherotti - Estela Pagola
- José Sefami - Diego Rivera
- Eugenio Bartilotti - Juan Bustillo Oro
- Otto Sirgo - Andrés Soler
- Adal Ramones - Fernando Soto "Mantequilla"
- Rodrigo Murray - Jorge Mondragón[5]
- Lalo España - Alejandro Galindo[6]
- Javier Gurruchaga - José Furstenberg[7]
- Hernán Del Riego - Agustín Lara[8]
- Carlos Millet - Manuel Ávila Camacho
- Mario Iván Martínez - Robert
- Pedro de Tavira - David Niven
- Juan Carlos Colombo - Don José[4]

## Premis i nominacions
LVII edició dels Premis Ariel
Guardonada amb:
- Ariel al Millor Disseny d'Art: Christopher Lagunes
- Ariel al Millor Vestuari: Gabriela Fernández
- Ariel al Millor Maquillatge: Mari Paz Robles

Nominada a:
- Ariel al Millor Actor: Óscar Jaenada
- Ariel als Millors Efectes Visuals: Marco Rodríguez

Premis Cinematogràfics José María Forqué
Nominada a:
- Millor Llargmetratge Llatinoamericà

44a edició de les Diosas de Plata
Guanyadora de:
- Millor Cançó Original per a Cinema: Ríete de amor hasta que mueras Música i Lletra: Aleks Syntek

Nominada a:
- Millor actriu: Ilse Salas
- Millor coactuación masculina: Luis Gerardo Méndez

Premis Platino
- Premi Platino 2015 a la Millor Interpretació Masculina: Oscar Jaenada

Festival de Cinema Iberoamericà de Huelva
- Guanyador del premi de l'audiència i el premi al millor actor a Óscar Jaenada.[12]

## Acceptació
Cantinflas té acceptacions trobades. Ha despertat polèmica pel fet que Mario Moreno és interpretat per un actor espanyol (Óscar Jaenada), donant pauta a crítiques malinchistes dirigides al director i la pel·lícula.
El film es va presentar amb finalitats de lucre en el Festival Internacional de Cinema de Guadalajara igual que a Canes en una rúbrica anomenada “Marché du film” que se celebra paral·lelament amb el Festival Internacional de Cinema de Canes.
Es va presentar dos dies la pel·lícula, dins del mercat de distribució de Cannes, i va tenir bona resposta pel que he llegit en la premsa, va agradar molt i s'han interessat en ella. (Sebastián del Amo a la premsa)

## Crítiques cap a la pel·lícula
La pel·lícula conté diversos errors d'inexactitud històrica durant l'etapa que transcorre en 1955, com l'esment durant la narració inicial que Douglas Fairbanks ja no era soci d'United Artists sense tenir en compte que l'actor havia mort en 1939. En una escena que té lloc a Hollywood apareix un actor fent el paper de Charles Chaplin encara que el comediant anglès havia abandonat els Estats Units des de 1952 i des de llavors se li va revocar el permís per a tornar a aquest país.